# ديلا فوكس
ديلا فوكس (بالإنجليزية: Della Fox)‏ هي ممثلة أمريكية، ولدت في 13 أكتوبر 1870 في سانت لويس في الولايات المتحدة، وتوفيت في 15 يونيو 1913 في نيويورك في الولايات المتحدة.

## وصلات خارجية
- ديلا فوكس على موقع الموسوعة البريطانية (الإنجليزية)
- ديلا فوكس على موقع قاعدة بيانات برودواي على الإنترنت (الإنجليزية)